# Steven J. Santos
Steven J. Santos est un réalisateur.

## Filmographie
- 1982 : George Carlin: Carlin at Carnegie Hall (TV)
- 1984 : George Carlin: Carlin on Campus (TV)
- 1988 : Whoopi Goldberg: Fontaine... Why Am I Straight (TV)
- 1989 : One Night Stand (série télévisée)
- 1989 : Midnight Train to Moscow (TV)
- 1990 : America's Funniest People (série télévisée)
- 1990 : Wake, Rattle & Roll (série télévisée)
- 1993 : Caught in the Act (TV)
- 1996 : The Rosie O'Donnell Show (série télévisée)
- 1997 : Home Invasion (TV)
- 1998 : Donny & Marie (série télévisée)
- 2000 : Lover or Loser (série télévisée)
- 2001 : Smush (série télévisée)
- 2002 : Opportunity Knocks (série télévisée)
- 2003 : King of the Jungle (en) (série télévisée)
- 2005 : Richard Jeni: A Big Steaming Pile of Me (TV)
- 2005 : Robert Klein: The Amorous Busboy of Decatur Avenue (TV)